# Dekanat łopuszański
Dekanat łopuszański – jeden z 33 dekanatów rzymskokatolickiej diecezji kieleckiej. Tworzy go 7 parafii:
- Cierchy – pw. Matki Bożej Nieustającej Pomocy
- Dobrzeszów – pw. św. Józefa Robotnika
- Grzymałków – pw. Przemienienia Pańskiego
- Kłucko – pw. św. s. Faustyny Kowalskiej
- Łopuszno – pw. Podwyższenia Krzyża Świętego
- Mniów – pw. św. Stanisława b. m.
- Stojewsko – pw. Najświętszej Maryi Panny Wspomożycielki Wiernych